# Jaedyn Shaw
Jaedyn Reese Shaw (Frisco, 20 de novembro de 2024) é uma futebolista estadunidense que atua como atacante. Atualmente joga pelo San Diego Wave.

## Carreira
Em abril de 2019, aos 14 anos, Shaw se comprometeu verbalmente a se juntar aos Tar Heels da Universidade da Carolina do Norte em Chapel Hill a partir da temporada de 2024. Aos 15 anos, Shaw também foi convidada para treinar com o clube francês da primeira divisão, Paris Saint-Germain. No nível juvenil, ela jogou pelo FC Dallas e Solar Soccer Club. Em 2022, Shaw foi classificada como a segunda melhor perspectiva para a classe do ensino médio de 2023 pela Top Drawer Soccer.
Em julho de 2022, Shaw assinou com o clube da NWSL San Diego Wave depois que ela foi autorizada a entrar na NWSL por meio de um processo de descoberta que permitiu uma alteração nas restrições de idade da liga. Treze dias após assinar com o clube, em 30 de julho, Shaw começou a partida da NWSL do Wave contra o Chicago Red Stars. Ela se tornou a segunda jogadora mais jovem a competir na NWSL aos 17 anos e oito meses. Depois de marcar o gol da vitória para seu time no 27º minuto, ela se tornou a jogadora mais jovem da NWSL a marcar em sua estreia. Shaw marcou gols contra o Washington Spirit e o Angel City em setembro, elevando sua contagem para três gols em três partidas. Ela se tornou a segunda jogadora na história da NWSL a marcar em cada uma de suas três primeiras aparições na liga. Shaw terminou sua primeira temporada com 3 gols em 7 partidas.
Em agosto de 2023, Shaw assinou um contrato de vários anos com o Wave até a temporada de 2026. Durante a temporada de 2023, Shaw marcou o maior número de gols quando adolescente na história da NWSL e ajudou o Wave a vencer seu primeiro NWSL Shield.
Shaw recebeu sua primeira convocação para o time principal dos Estados Unidos em setembro de 2023 e fez sua estreia um mês depois, em 26 de outubro de 2023, em um amistoso contra a Colômbia em Sandy, Utah. Poucos dias depois, ela marcou seu primeiro gol pela seleção feminina dos EUA em San Diego, Califórnia, em sua segunda convocação em 29 de outubro de 2023, em outro amistoso contra a Colômbia, que terminou em uma vitória por 3 a 0. Ela marcou seu segundo gol em sua cidade natal, Frisco, Texas, um mês depois, em 5 de dezembro de 2023, que foi o gol da vitória em uma recuperação contra a China , que terminou com uma vitória por 2 a 1.

## Títulos
San Diego Wave[carece de fontes?]
- National Women's Soccer League: 2023
- NWSL Challenge Cup: 2024

Estados Unidos[carece de fontes?]
- Jogos Olímpicos: 2024 (medalha de ouro)
- Copa Ouro: 2024
- SheBelieves Cup: 2024